# Lumea dinozaurilor
Lumea dinozaurilor (original: Dinosaur Island) este un film animat din 2002, regizat de Will Meugniot.
Patru adolescenți găsesc o insulă în adâncul junglei sud-americane, pe care locuiesc încă dinozauri și oameni ai cavernelor. Cei patru trebuie să se maturizeze repede și să învețe să aibă încredere unul într-altul dacă vor să scape cu viață.